# Chrystus dźwigający krzyż
Chrystus dźwigający krzyż (niderl. De kruisdraging) – obraz Hieronima Boscha, obecnie w Museum voor Schone Kunsten w Gandawie.
Obraz został zakupiony przez Hulio Luo w 1902 roku reprezentującego Muzeum w Gandawie. Został on przycięty, a w latach 1956–1957 poddany pracom restauracyjnym. Największym problemem jest datowanie dzieła. L. van Puyvelde datuje je na lata 1503–1504, niektórzy autorstwo przypisują uczniom Boscha. Większość historyków uważa jednak, iż jest to ostatni obraz mistrza i umieszcza go w latach 1515–1516.

## Opis obrazu
Scena niesienia krzyża została namalowana na czarnym tle. Wszystkie postacie są namalowane jako pojedyncze portrety, przy czym malarz ograniczył się do ujęcia samych głów. Bosch na tym małym płótnie przedstawił wszystkie negatywne cechy człowieka: jego zezwierzęcenie, podłość i dwulicowość. Twarze postaci są karykaturą zła, jakie może tkwić w człowieku. We wcześniejszych dziełach Bosch przedstawiał demony i ich diaboliczność w połączeniu z ludzkimi słabościami. Na ostatnim obrazie tematem głównym jest człowiek. Według Waldemara Łysiaka wzorcem dla karykaturalnych postaci mogły być 

... groteskowe fizjonomie z rysunków Leonarda (da Vinci) (...) Lecz wzorcami Boscha mogły być także wredne pyski z wcześniejszych niemieckich obrazów, miniatury niderlandzkie, rzeźby gargulcowe itp.

Ukazana scena jest namalowana zgodnie z ówczesną konwencją. Centralną postacią jest Chrystus, obok widać Szymona z Cyreny, Weronikę i dwóch łotrów. Różnica polega na ekspresyjności postaci. Według średniowiecznych opinii zło tkwiące w człowieku powoduje zdeformowanie twarzy, będącej odbiciem zepsutej duszy i ciała. Bosch w bardzo jaskrawy sposób zilustrował to przekonanie. Mimika postaci zmienia je w potwory, ich wyrazy oczu straszą wręcz widza. Pośród nich malarz ukazał Jezusa. Jego spokój wśród szaleńczego tłumy kontrastuje co jednocześnie przyciąga wzrok obserwatora. Ma zamknięte oczy. Po prawej stronie powyżej niego znajduje się blada twarz o wywróconych gałkach ocznych. Jest to „dobry łotr”. Jego przeciwieństwo, „zły łotr” ukazany został u dołu po prawej stronie. Jego twarz skierowana jest ku dwóm innym oprawcom. Trzecią postacią, wyróżniającą się spokojem mimiki, jest postać Weroniki w lewym dolnym rogu. Weronika jako jedyna nie występuje w ewangelicznej opowieści a pojawia się w apokryfach. Jest również jedyną kobietą na obrazie. Nawet na ostatnim obrazie Bosch konsekwentnie nie umieścił wizerunku Matki Boskiej choć tradycja ikonograficzna tego wymagała. Na żadnym jego obrazie religijnym nie ma jej wizerunku. Weronika, z języka łacińskiego vera icon, do dosłownie znaczy prawdziwy obraz trzyma w dłoni drugi wizerunek twarzy Chrystusa. Wizerunek z chusty spogląda ku widza. Dwa wizerunki Jezusa pokazują go jako, z jednej strony Chrystusa – Triumfatora, nie zwracającego uwagę na hałas i bezduszność oprawców, z drugiej Jezusa skierowanego ku człowieka i wołającego go do pójścia z nim jego drogą. Taka interpretacja opiera się na popularnym ówczesnym dziele Thomasa a Kempisa pt. De Imitatione Christi (O naśladowaniu Chrystusa), które było inspiracją dla wielu innych artystów. Dzieło rozwijało słowa zawarte w Ewangelii Mateusza: Jeśli kto chce iść za Mną, niech się zaprze samego siebie, niech co dnia bierze krzyż swój i niech Mnie naśladuje (Łk 9,23).
Kompozycja obrazu została oparta na dwóch diagonalach. Jedną przekątną wyznacz krzyż, drugą wyznacza linia głów pozytywnych bohaterów: Weroniki, Chrystusa i dobrego łotra. Obraz nie ma głębi i wydaje się, iż ma się do czynienia z wyciętym fragmentem większego obrazu. Istnieją co najmniej dwie inne wcześniejsze wersje sceny niesienia krzyża namalowane przez Boscha. Pierwsza wersja pochodzi z lat 1490–1500 i znajduje się obecnie w Muzeum Historii Sztuki w Wiedniu, a druga z 1498 roku i jest własnością Pałacu Królewskim w Madrycie.